# 吹田市
吹田市（日语：／ Suita shi */?）是位于日本大阪府北部的一个城市，轄區南側屬於大阪平原，北側為千里丘陵，1970年日本万国博览会曾在此舉辦。
日本職業足球聯賽的大阪飛腳即以此地的市立吹田足球场作為主場。

## 歷史
現在的吹田市轄區在在令制國時代大部分區域都屬於攝津國島下郡，西南部則屬於豐島郡；在江戶時代大部分區域為淀藩的領地，但也有部分區域分屬幕府直屬、旗本、高槻藩、岡田藩、岡部藩的領地。
明治維新後，這些區域曾先後隸屬大阪府司農局、大阪府北司農局、攝津縣、豐崎縣、兵庫縣、高槻縣、淀縣、半原縣、岡田縣，直到1871年的第一次府縣整併中才全數被劃入大阪府。
1889年實施町村制時，現在的吹田市轄區分屬：岸部村、山田村、吹田村、千里村、新田村、豐津村共六個行政區劃；吹田村在1908年升格為吹田町，1940年再與千里村、岸部村、豐津村合併為吹田市，1950年代又陸續併入了山田村和新田村的部分區域，成為現在的吹田市。
2000年日本開始實施特例市制度後，吹田市也於2001年成為特例市，但隨著特例市制度的廢除，吹田市於2020年再升格為中核市。

### 變遷表
| 1889年4月1日 | 1889年 - 1912年     | 1912年 - 1944年     | 1945年 - 1954年          | 1955年 - 1988年 | 1989年 - 現在 | 現在   |
| ------------ | ------------------- | ------------------- | ------------------------ | --------------- | ------------- | ------ |
| 山田村       | 山田村              | 山田村              | 1955年10月1日 并入吹田市 | 吹田市          | 吹田市        | 吹田市 |
| 吹田村       | 1908年4月1日 吹田町 | 1940年4月1日 吹田市 | 1940年4月1日 吹田市      | 吹田市          | 吹田市        | 吹田市 |
| 千里村       |                     | 1940年4月1日 吹田市 | 1940年4月1日 吹田市      | 吹田市          | 吹田市        | 吹田市 |
| 岸部村       |                     | 1940年4月1日 吹田市 | 1940年4月1日 吹田市      | 吹田市          | 吹田市        | 吹田市 |
| 丰津村       |                     | 1940年4月1日 吹田市 | 1940年4月1日 吹田市      | 吹田市          | 吹田市        | 吹田市 |
| 新田村       | 新田村              | 新田村              | 1953年7月1日 併入吹田市  | 吹田市          | 吹田市        | 吹田市 |
| 新田村       | 新田村              | 新田村              | 1953年7月1日 併入丰中市  |                 |               |        |

## 行政

### 歴任市長
| 屆 | 姓名       | 上任日期      | 卸任日期      | 備註                                               |
| -- | ---------- | ------------- | ------------- | -------------------------------------------------- |
| 1  | 川端信治郎 | 1940年7月2日  | 1942年9月8日  | 市會選舉                                           |
| 2  | 山崎隆義   | 1942年11月7日 | 1946年11月6日 | 官派                                               |
| 3  | 岡本太郎   | 1947年4月6日  | 1951年4月23日 | 第一任民選市長                                     |
| 4  | 木村熊次郎 | 1951年4月24日 | 1955年5月27日 | 日本社會黨                                         |
| 5  | 山口冨次郎 | 1955年5月28日 | 1959年4月30日 |                                                    |
| 6  | 村田靜夫   | 1959年5月14日 | 1963年4月30日 |                                                    |
| 7  | 村田靜夫   | 1963年5月14日 | 1967年4月28日 |                                                    |
| 8  | 山本治雄   | 1967年5月14日 | 1971年4月25日 | 自由民主黨、民社黨共同推薦                         |
| 9  | 榎原一夫   | 1971年5月14日 | 1975年        | 日本社會黨、日本共產黨共同推薦                     |
| 10 | 榎原一夫   | 1975年        | 1979年        | 日本共產黨推薦                                     |
| 11 | 榎原一夫   | 1979年        | 1983年        | 自由民主黨、日本社會黨、公明黨、日本共產黨共同推薦 |
| 12 | 榎原一夫   | 1983年        | 1987年4月     | 自由民主黨、日本社會黨、公明黨、日本共產黨共同推薦 |
| 13 | 榎原一夫   | 1987年4月     | 1991年5月13日 | 自由民主黨、日本社會黨、公明黨、日本共產黨共同推薦 |
| 14 | 岸田恒夫   | 1991年5月14日 | 1995年5月13日 | 日本共産党推薦                                     |
| 15 | 岸田恒夫   | 19955月14日   | 1999年5月13日 | 日本共産党推薦                                     |
| 16 | 阪口善雄   | 1999年5月14日 | 2003年5月13日 | 自由民主黨、民主黨、公明黨、社會民主黨共同推薦     |
| 17 | 阪口善雄   | 2003年5月14日 | 2007年5月13日 | 自由民主黨、民主黨、公明黨、社會民主黨共同推薦     |
| 18 | 阪口善雄   | 2007年5月14日 | 2011年5月13日 | 自由民主黨、民主黨、公明黨、社會民主黨共同推薦     |
| 19 | 井上哲也   | 2011年5月14日 | 2015年5月13日 | 大阪維新會                                         |
| 20 | 後藤圭二   | 2015年5月14日 | 2019年5月13日 | 自由民主黨、公明黨共同推薦                         |
| 21 | 後藤圭二   | 2019年5月13日 | 2023年5月12日 | 自由民主黨、公明黨共同推薦                         |
| 22 | 後藤圭二   | 2023年5月13日 | 現任          | 自由民主黨、公明黨共同推薦                         |

## 交通
轄內有多條軌道交通路線通過，包括西日本旅客鐵道的東海道本線、阪急電鐵的千里線和京都本線、大阪地下鐵的御堂筋線以及與其直通運行的北大阪急行電鐵南北線、大阪高速鐵道的本線和彩都線，於2019年3月開始營業的西日本旅客鐵道大阪東線延伸段也通過轄區南部。
此外，這些軌道業者在轄內有大多設有機廠，包括西日本旅客鐵道的吹田総合車両所、日本貨物鐵道的吹田機関区、大阪市高速電氣軌道的東吹田檢車場（堺筋線的機廠）、大阪高速鐵道的單軌電車車輛基地、北大阪急行電鐵的桃山台機廠。
高速公路則有名神高速道路、中國自動車道、近畿自動車道在轄區東北部的吹田系統交流道交會，同時也是中國自動車道、近畿自動車道的起點，除了往南往東可進入大阪市市區外，往北可通往名古屋市，往西可到中國地方。
轄內客運主要依賴阪急巴士所經營的客運路線，同時京阪巴士和近鐵巴士也有經營往返周邊城市的交通路線。

### 鐵路

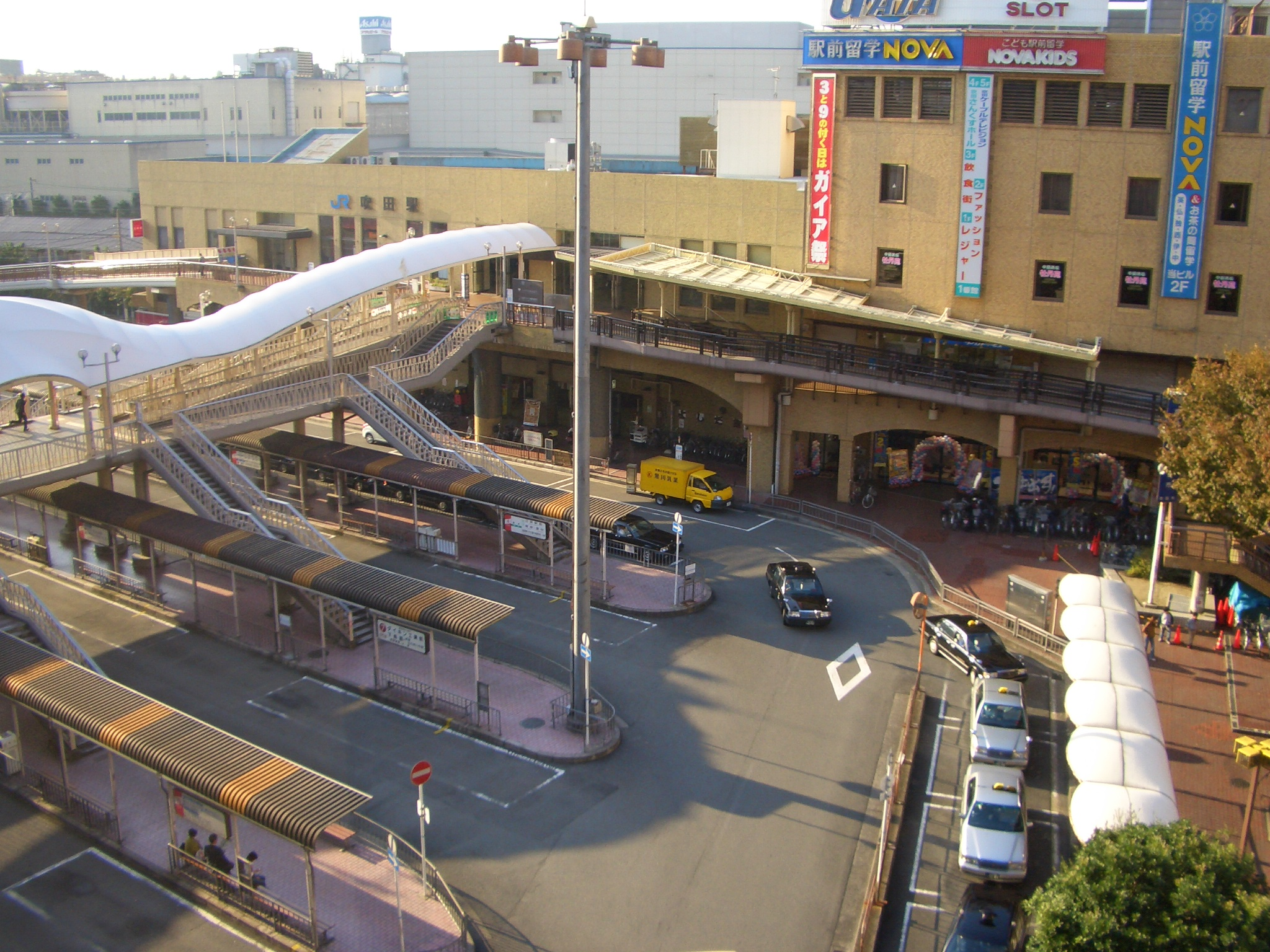
JR吹田站

西日本旅客鐵道（JR西日本）
- 東海道本線（JR京都線）：（←攝津市） - 岸邊站 - 吹田貨物總站（日语：吹田信号場#吹田貨物ターミナル駅） - 吹田站 - （大阪市→）
- 大阪東線：（大阪市） - 南吹田站 - （大阪市→）

阪急電鐵
- 千里線：（大阪市高速電氣軌道堺筋線 - 大阪市） - 吹田站 - 關大前站 - 千里山站 - 南千里駅 - 山田站 - 北千里站 (日本)
- 京都本線：（大阪市） - （正雀站，位於與攝津市的市界上） - （攝津市→）

大阪市高速電氣軌道（大阪地下鐵）
- 御堂筋線：（←大阪市） - 江坂站 - （北大阪急行電鐵南北線）

北大阪急行電鐵
- M  南北線：（大阪市高速電氣軌道御堂筋線） - 江坂站 - （豐中市） - 桃山台站 - （豐中市）

大阪高速鐵道（大阪單軌電車）
- 大阪單軌電車線（本線）：（豐中市） - 山田站 - 萬博紀念公園站 - （茨木市→）
- 國際文化公園都市單軌電車線（彩都線）：萬博紀念公園站 - 公園東口站 - （茨木市）

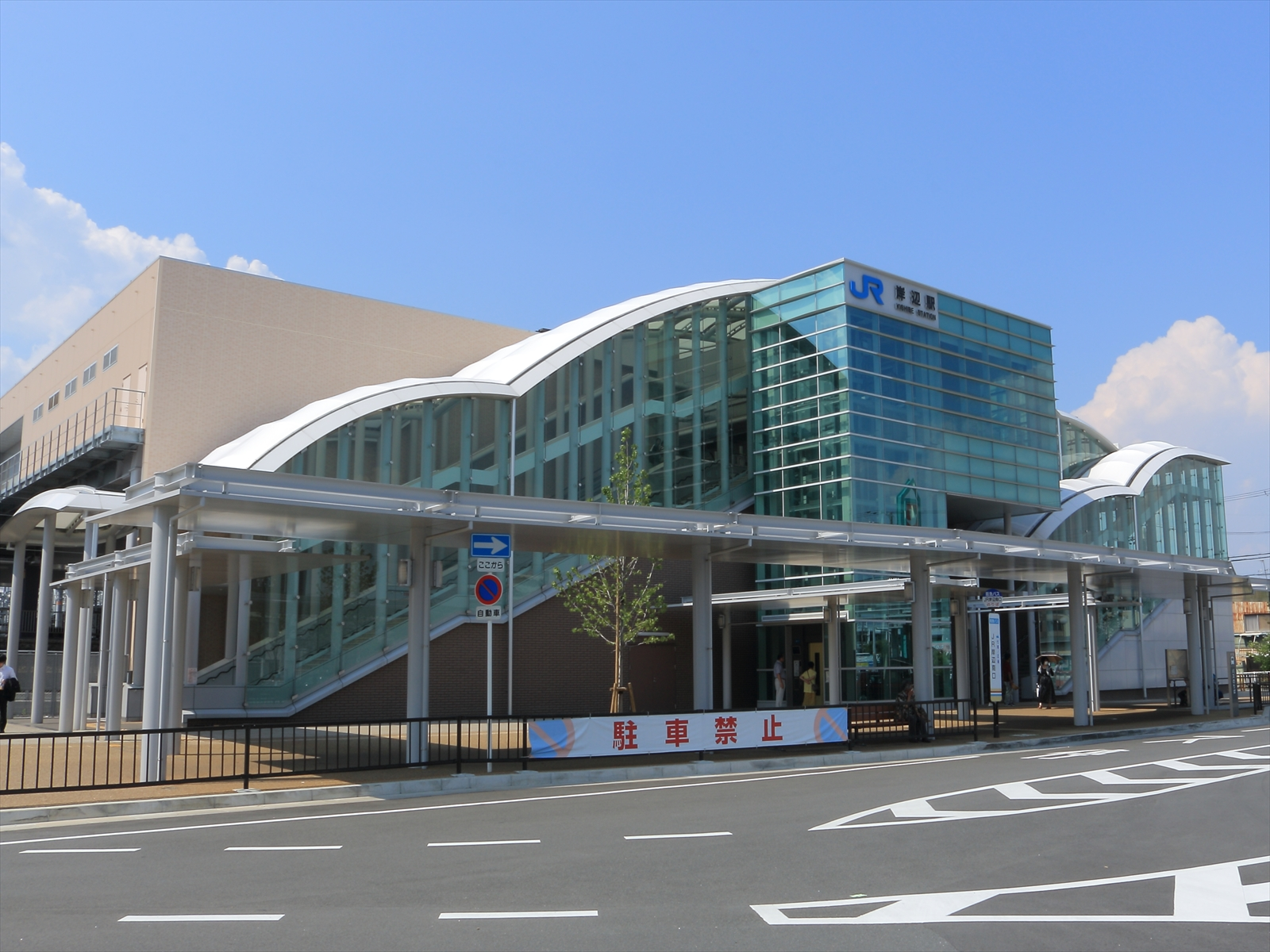
岸邊車站
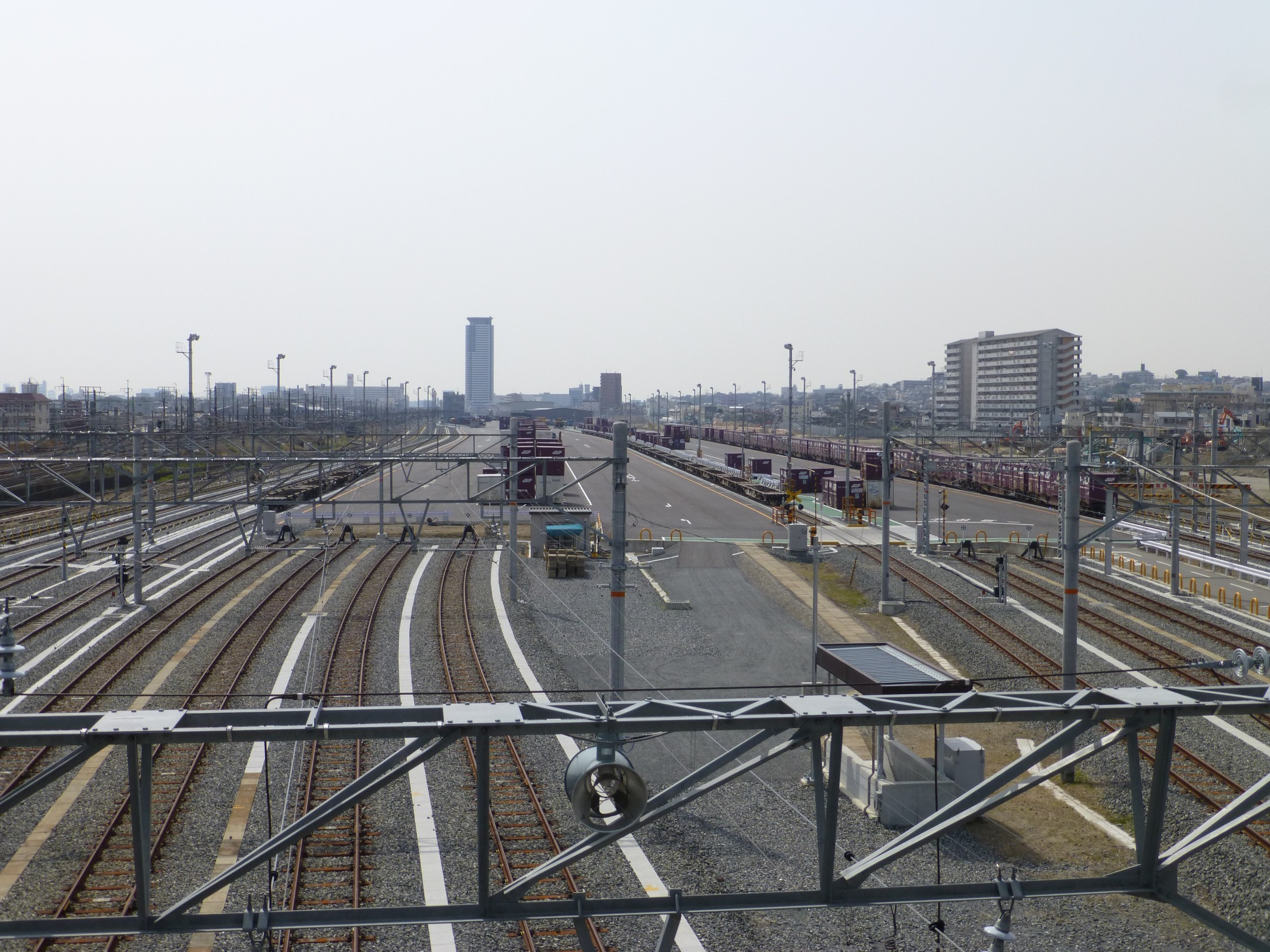
吹田貨物總站
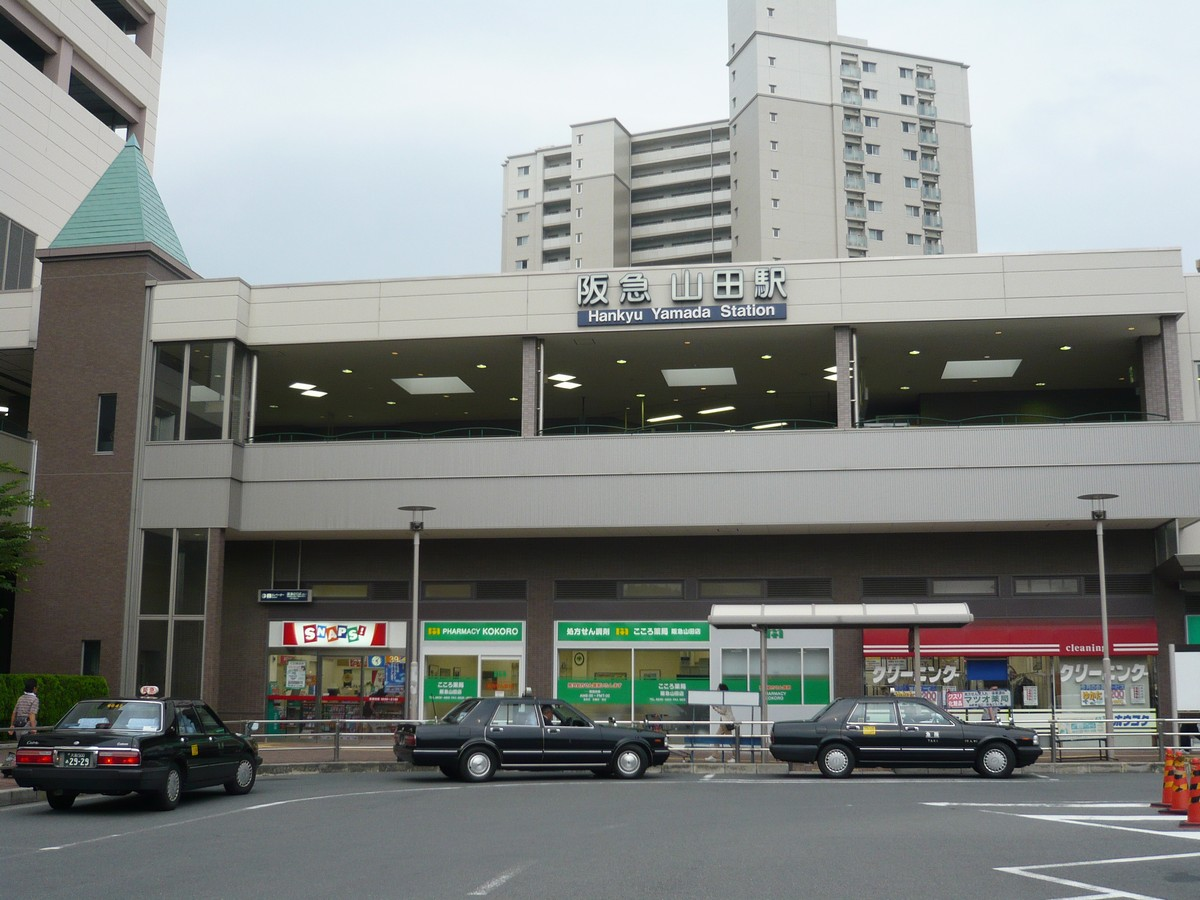
阪急山田車站
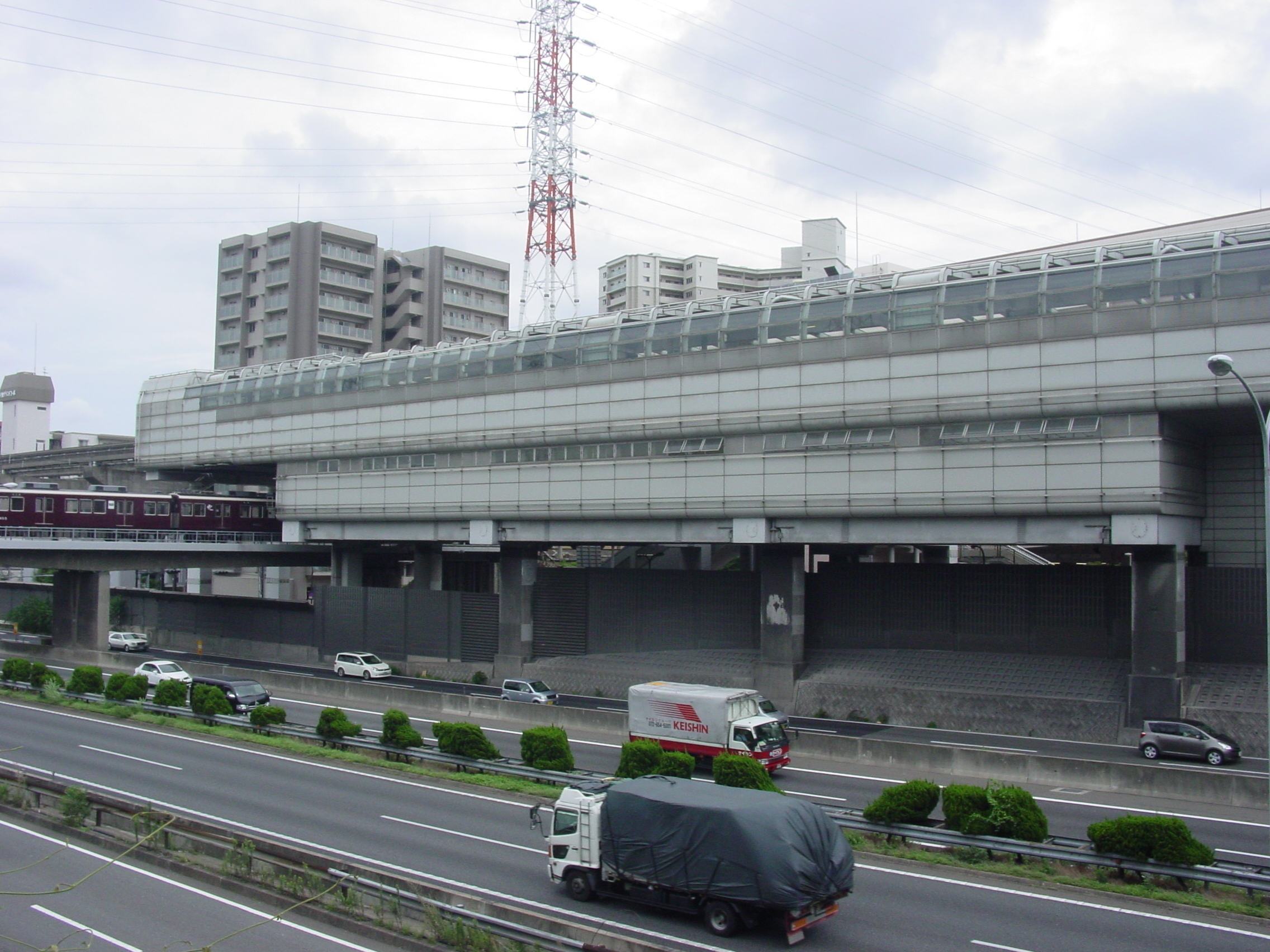
大阪單軌電車山田車站
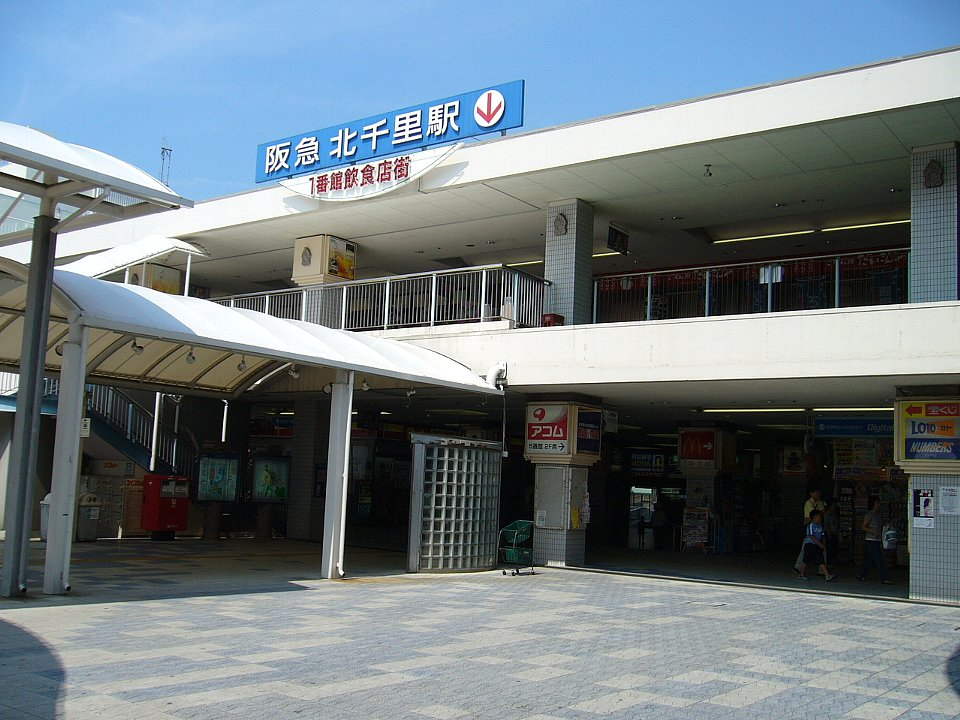
北千里車站
桃山台車站
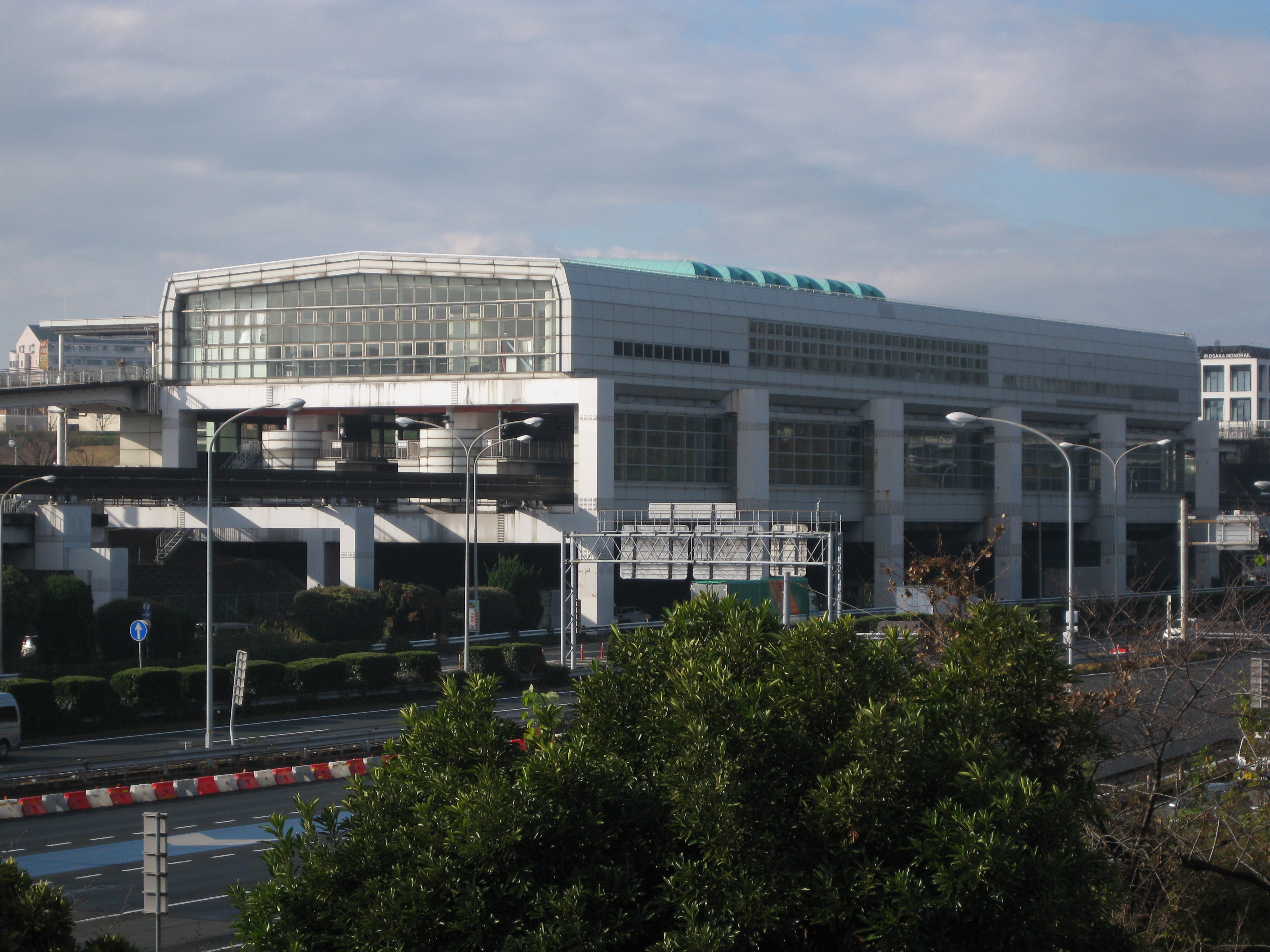
萬博紀念公園車站

### 公路
高速道路
- 名神高速道路：（茨木市） - 吹田系統交流道 - 吹田服務區 - （豐中市）
- 中國自動車道：吹田系統交流道 - 中國吹田交流道 - （豐中市）
- 近畿自動車道：吹田系統交流道 - （攝津市）

## 觀光資源

1970年舉辦的萬國博覽會

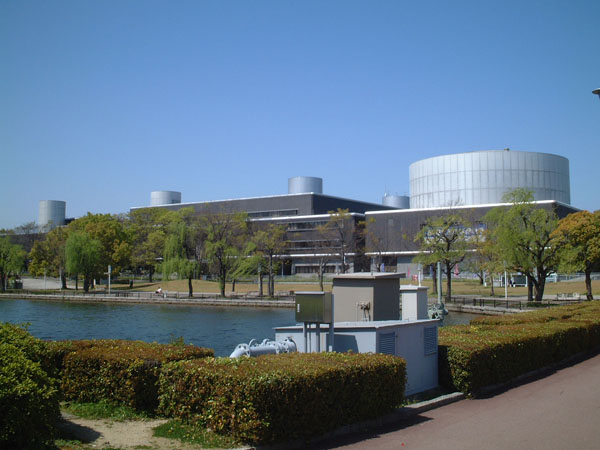
位於萬博紀念公園內的國立民族博物館

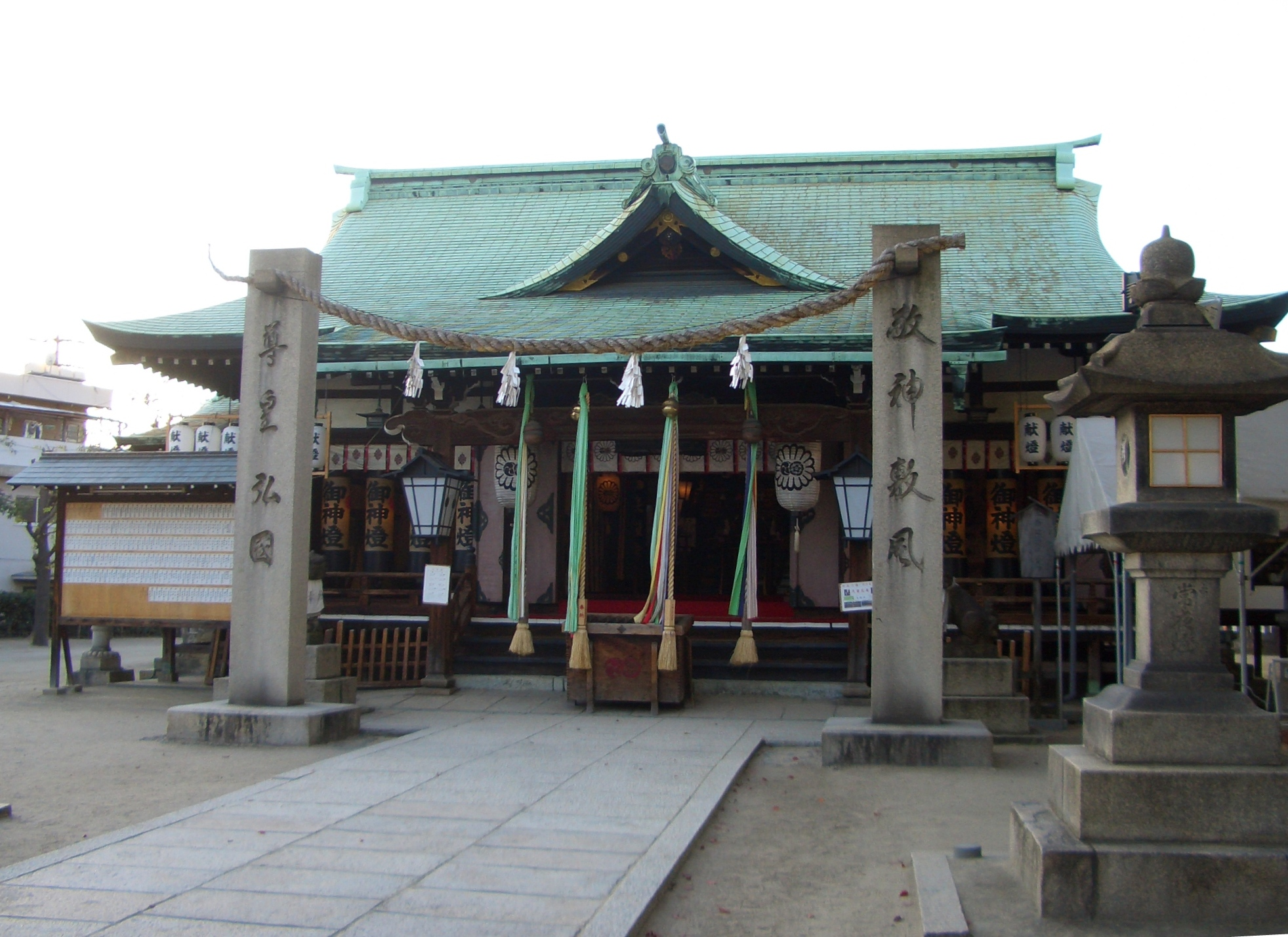
泉殿宮

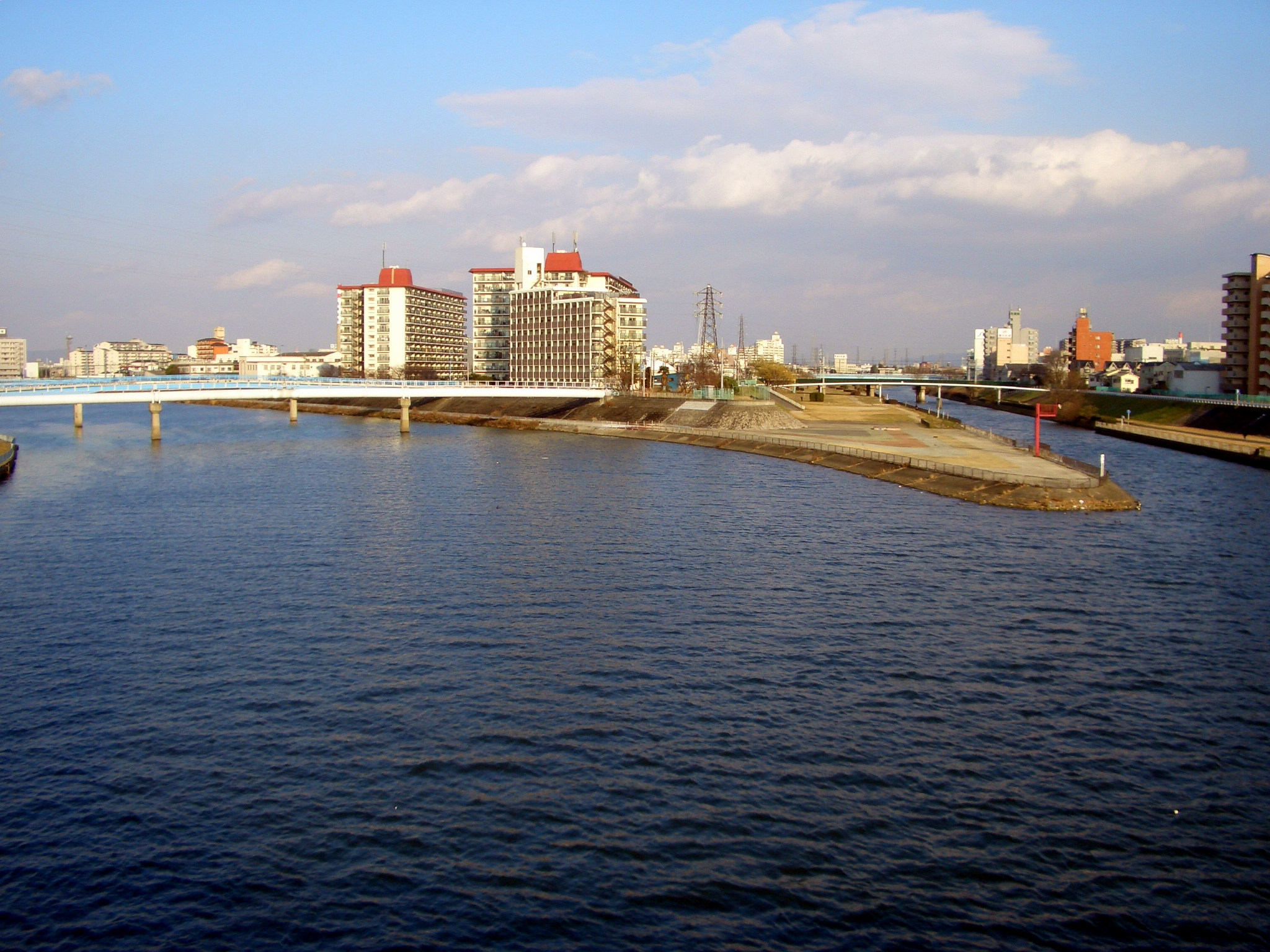
神崎川

1970年日本首次主辦的世界博覽會－日本萬國博覽會在本地舉辦後，當年舉辦的地點保留了部份當時的建築，後來成為現在的萬博紀念公園，公園內設有太陽之塔、日本庭園 (萬博紀念公園)、自然文化園、和平的玫瑰園、國立民族學博物館 (日本)、大阪日本民藝館、EXPO'70展館，日本職業足球隊大阪飛腳的主場球場市立吹田足球場也位於此公園內。

## 教育
轄內的高等教育學校包括大阪大学、大阪學院大學、关西大学、千里金蘭大學、大和大學；其中大阪大学的前身可以追溯至江戶時代1838年由醫生兼西洋學者緒方洪庵所開設的蘭學適塾，1931年被整併為「大阪帝國大學」，為當時日本本土的七所帝國大學之一，二次大戰結束後，於1947年改為現在的「大阪大學」。
關西大學則可追溯到1825年成立的漢學塾泊園書院及1886年成立的關西法律學校，1905年改組為私立關西大學，後再於1920年改為現在的名稱；目前與關西地區幾所具有知名度的私立大學被合稱為「關關同立」。

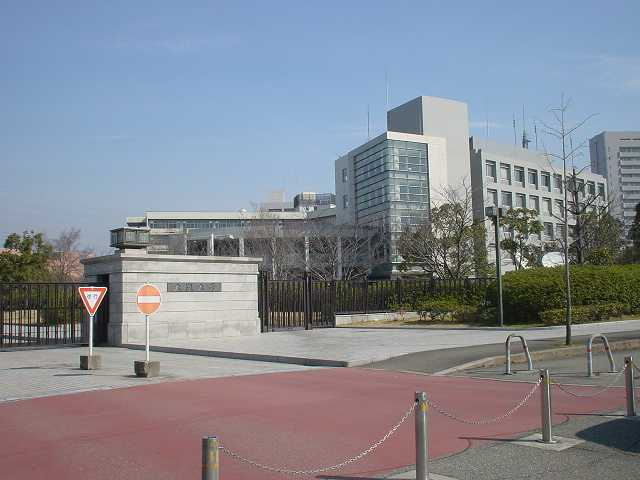
大阪大學吹田校區
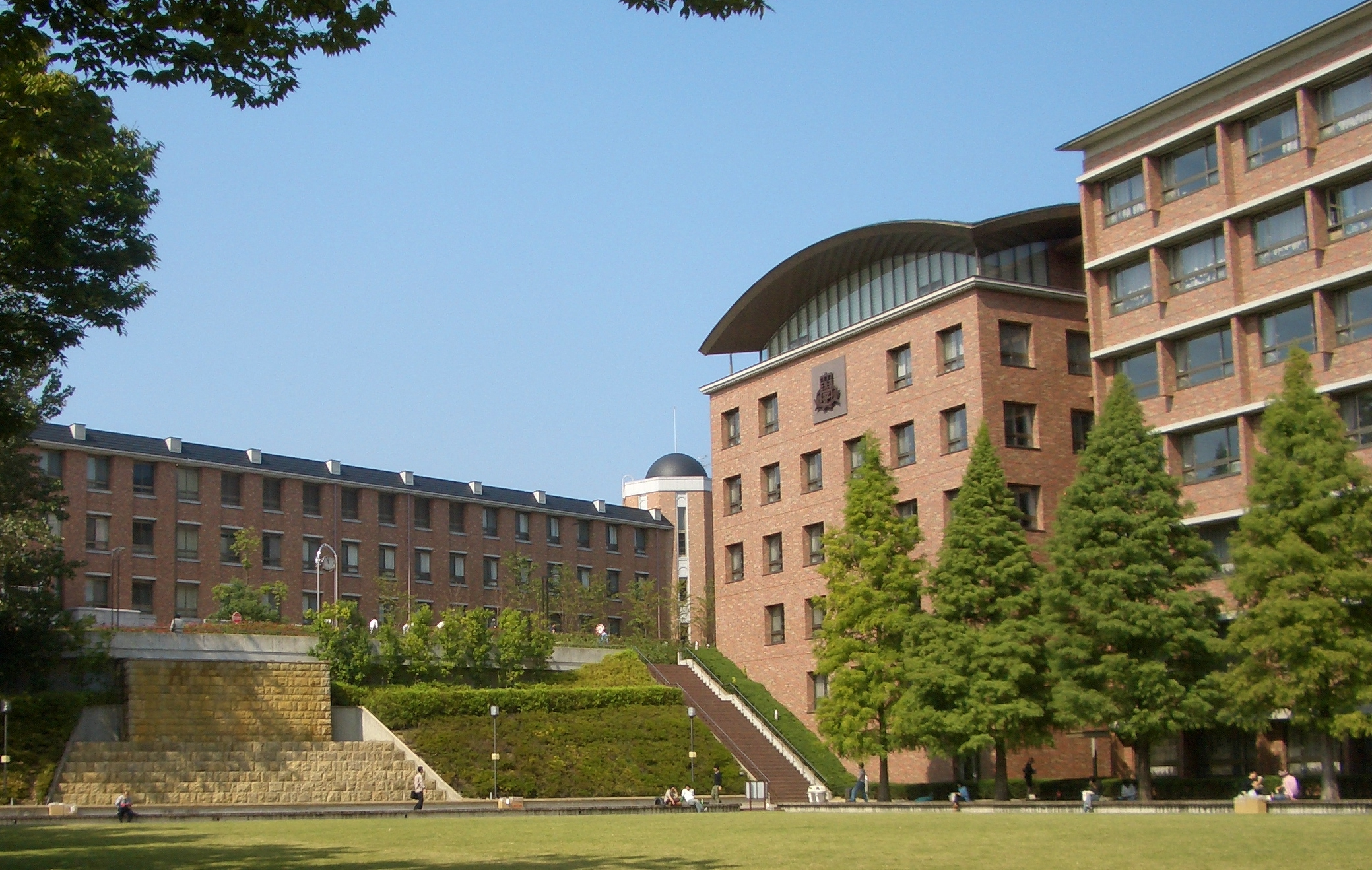
關西大學千里山校區
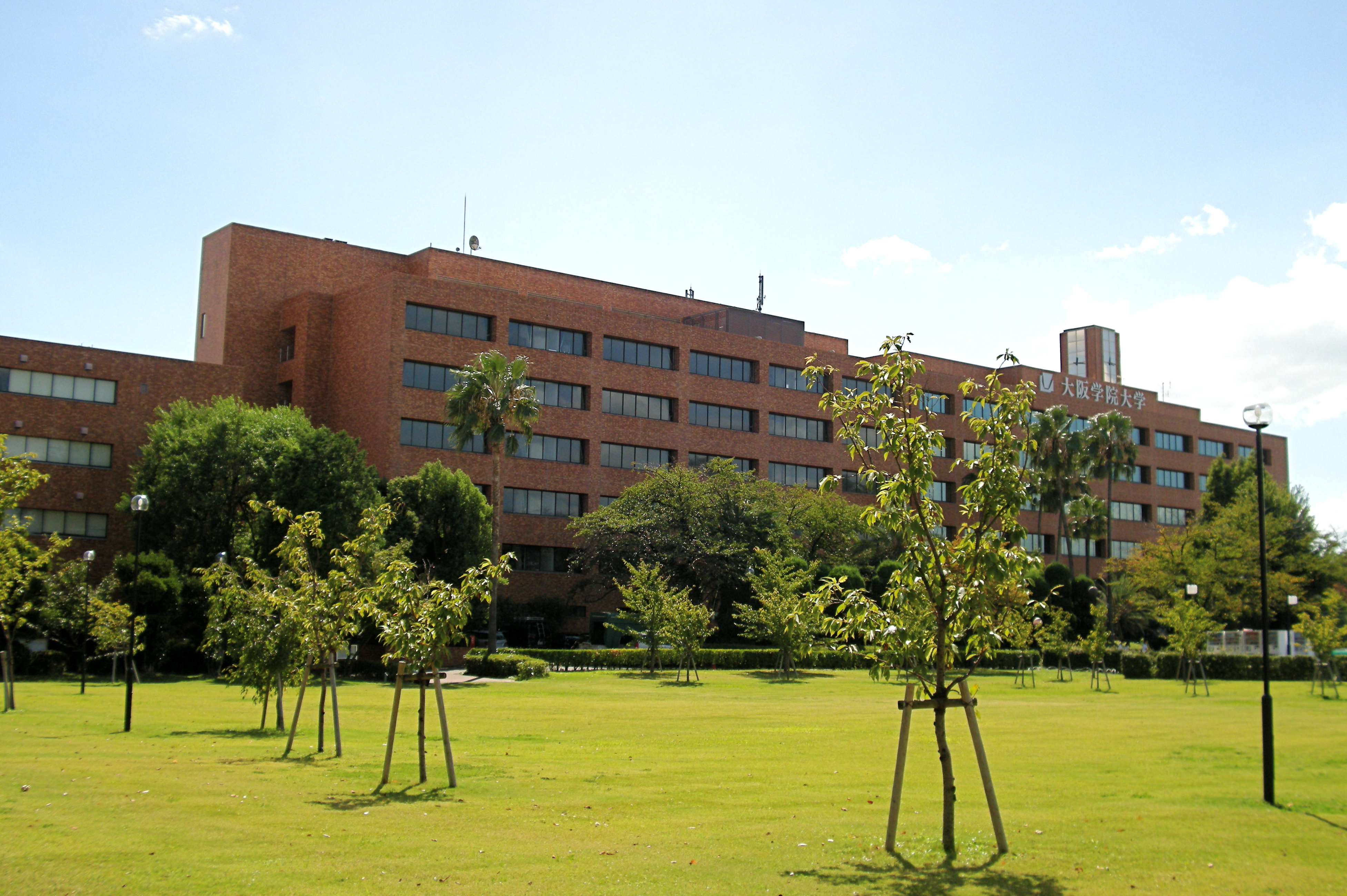
大阪學院大學
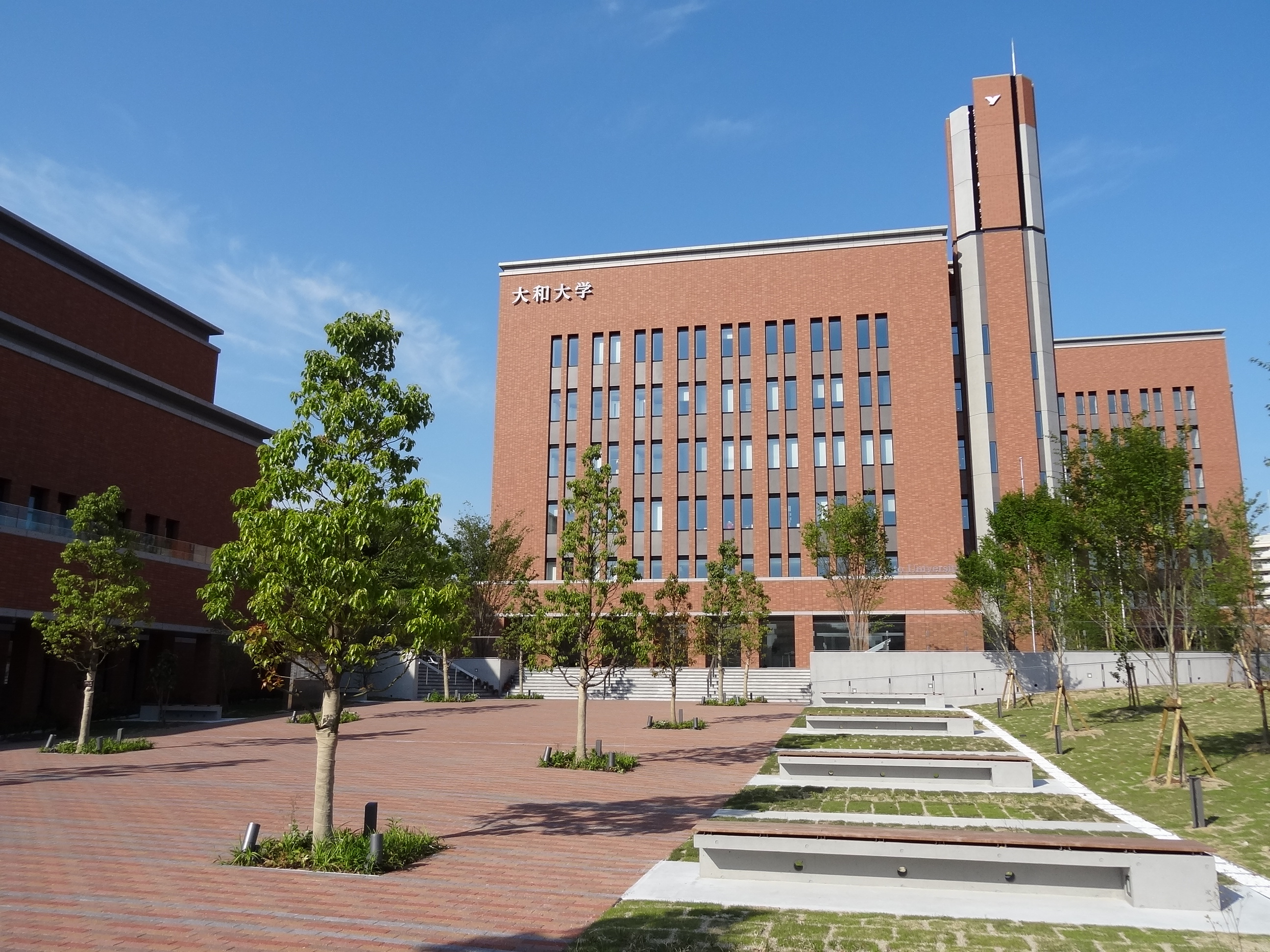
大和大學

## 姊妹、友好城市

### 日本
- 妙高市（新潟縣）
吹田市於2002年8月28日與妙高高原町（日语：妙高高原町）締結友好協定，而後妙高高原町於2005年合併為妙高市。
- 若狹町（福井縣三方上中郡）
吹田市於2004年11月13日與三方町（日语：三方町）締結友好協定，而後三方町於2005年合併為若狹町。
- 高島市（滋賀縣）
吹田市最初是與今津町（日语：今津町 (滋賀県)）展開交流，今津町於2005年合併為高島市後，雙方於同一年締結友好協定。
- 能勢町（大阪府豐能郡）
兩地於2005年8月29日締結友好協定。
- 香美町（兵庫縣美方郡）
兩地於2008年11月12日締結友好協定。

### 海外
- 莫拉圖瓦（斯里蘭卡西部省可倫坡區）
兩地於1982年7月20日締結友好協定。
- 賓士鎮市（澳洲新南威爾斯州）
兩地於1989年3月9日簽署友好協定，但賓士鎮市已於2016年合併為坎特伯雷－賓士鎮議會（英语：Canterbury-Bankstown Council）。

## 吹田市出身的著名人士
政治
- 黑田了一（政治家、大阪府知事）
- 橫田甚太郎（政治家、眾議院議員）

文化、藝術
- 秋田道夫（產品設計師）
- 桑田二郎（漫畫家） 8マン（エイトマン）、月光仮面の漫画版など
- 濱坂幸代（和紙照明藝術家）
- 細見彰 （化學家）
- 米澤冨美子（物理學家）
- 桑田義備（植物學家）
- 宇佐美圭司 （畫家）

音樂家
- aiko（創作歌手）
- AFRA（音樂家）
- UA（創作歌手）
- 光太郎（音樂家、吉他手）
- 川中美幸（歌手）
- 貴志康一（音樂家） 本家是原仙洞御料庄屋的西尾家
- 岸倫仔（小提琴手）
- 神英彰（舞蹈員、排舞師、音樂家）
- 杉原徹（音樂家、電台節目主持）
- 豐田和貴（SOPHIA、音樂家）
- CICO（BENNIE K、音樂家）
- 長坂憲道（音樂家、手風琴手）
- 葉加瀨太郎（小提琴手）
- 舞衣子（MAIKO）（ZONE、MARIA、音樂家）
- 村上哲也（歌手團體The Gospellers成員、音樂家）
- 板野友美（AKB48成員　※官方資料紀錄為神奈川縣橫濱市）

演員
- 池山心（漫才師、しましまんず）
- 石橋保（男演員）
- 大木こだま（大木こだま、ひびき、漫才師）
- 小澤真珠（女演員）
- 桂春菜（落語家）
- 神奈美帆（宝塚歌劇団 娘役トップスター）
- 京本政樹（男優 吹田出身の高槻育ち）
- 後藤淳平（ジャルジャル（お笑いコンビ））
- 酒井一圭（男優）
- 笹木綾子（配音員、播音員、舞台女優）
- 島田珠代（喜劇女優、お笑い芸人）
- 杉本優（配音員）
- 田村裕（麒麟、演員）
- 友池中林（漫才師）
- 平岩紙（女優）
- 矢部浩之（ナインティナイン、お笑い芸人）
- 矢部美幸（元芸人、ヴィズミックグループ常務取締役、矢部浩之の兄）
- 理多（聲優、音樂家）
- 齊藤雪乃（演員）
- 德永繪里（女優）

廣播界
- 村西利惠（關西電視台主播）
- 奥田麻衣（主播）
- 澤田隆治（節目監製）
- 高橋大作（朝日放送主播）
- 寺谷一紀（自由身主播，原NHK主播）
- 羽谷直子（原朝日放送主播）

運動員
- 大谷佐知子（排球）
- 岡田貴弘（T-岡田）（職業棒球手、歐力士野牛球員）
- 小河真子（女子職業摔角手）
- 海本慶治（原足球員、新潟天鵝隊助理教練）
- 海本幸治郎（足球員、東京綠茵足球員）
- 片山梨繪 （單車、登山車手）
- 岸田護（職業棒球手、歐力士野牛球員）
- 小嶋達也 （職業棒球手、阪神虎隊投手）
- 佐竹雅昭（格鬥家）
- 澤木啟祐（陸上）
- 清水盛三（鱸魚釣手）
- 下小鶴綾（女子足球員、日本國家女子足球隊成員）
- 正田絢子（摔跤手、世界冠軍）
- 竹內公輔（籃球）日本代表
- 竹內讓次（籃球）日本代表
- 原田大輔 （職業摔角手）
- 日野優（足球員、德島漩渦球員）
- 松之音（關取。江戶時代大坂相撲的大關）
- 南久雄 （職業拳擊手）
- 宮本慎也 （職業棒球手、東京養樂多燕子球員）
- 松井一之 （元高野連副會長）戰後推動重新舉辦高校棒球賽。
- 安田晃大（足球員、大阪飛腳球員）
- 安田理大（足球員、大阪飛腳球員）
- 山田沙知子（泳手）
- 吉田宗弘（足球員、FC町田球員。2005年日本職業足球聯賽最佳11人）

## 外部連結
- （日語） 吹田市政府的X（前Twitter）
- （日語） 吹田市政府的Facebook專頁
- （日語） 吹田市的Instagram帳戶
- 吹田にぎわい観光協会（页面存档备份，存于）